# Azteca trailii
Azteca trailii är en myrart som beskrevs av Carlo Emery 1893. Azteca trailii ingår i släktet Azteca och familjen myror.

## Underarter
Arten delas in i följande underarter:
- A. t. filicis
- A. t. tillandsiarum
- A. t. tococae
- A. t. trailii